# Хеваджра

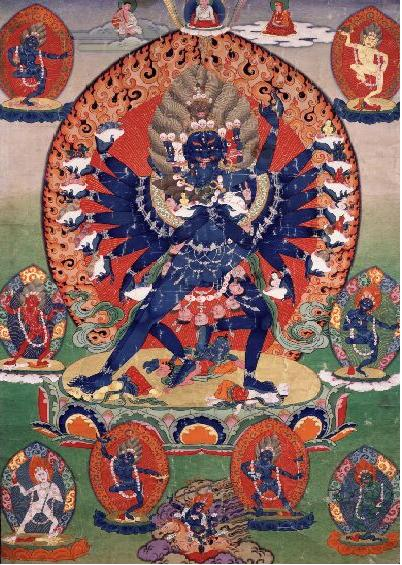
Хеваджра та Найратм'я, оточені свитою з 8 дакинь

Хеваджра (тиб. ཀྱེ་རྡོ་རྗེ་,ཀྱེ་རྡོ་རྗེ་, Вайлі kye rdo rje; кит.: 喜金刚, Xǐ jīngāng; букв. «о, ваджра!») один з ідамів тантричного буддизма (буддизма Ваджраяни), еманація Будди Акшобх'ї, гнівне божество-охоронець.
Хеваджра має кілька значень: у буддизмі, палі, індуїзмі, санскриті.
У Хеваджра-тантрі, що належить до класу ануттара-йога-тантр, описується як початкова причина буття. Вважається втіленням мудрості та співчуття.
Дружиною Хеваджри вважається Найратм'я (тиб. བདག་མེད་མ་, Вайлі: bdag med ma), яка символізує відсутність егоїзму.

## Іконографіка

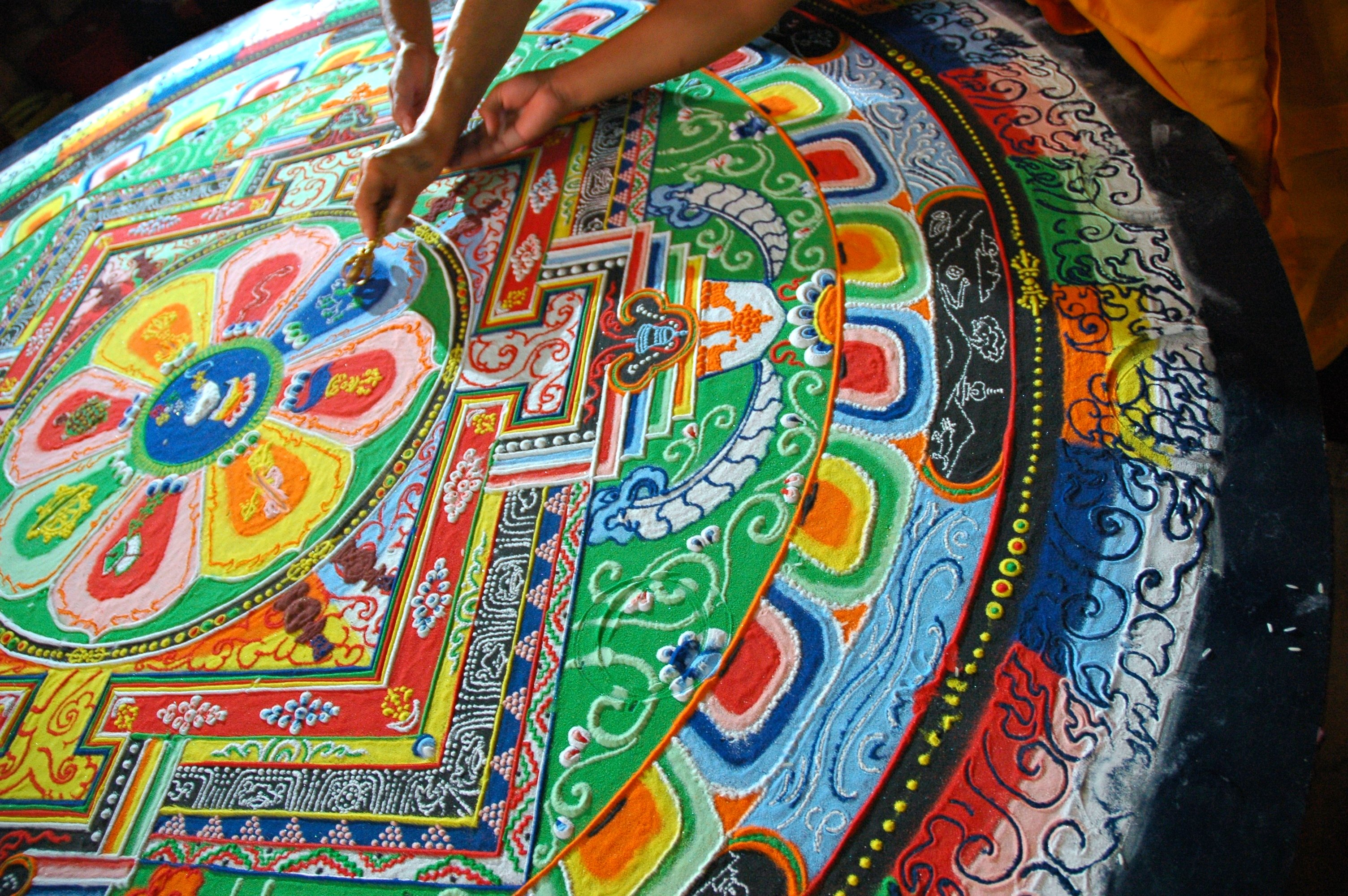
Хеваджра Мандала

В іконографії Хеваджра зазвичай зображується в союзі яб-юм, тіло синього кольору, з вісьмома обличчями (різних кольорів), шістнадцятьма руками та чотирма ногами.

## Аспекти
Хеваджра один із п’яти головних херуків з родів тантричного буддизму. 
П’ять херуків:
- Хеваджра (розум)
- Чакрасамвара (тіло)
- Махамая (мова)
- Гух'ясамаджа (еманація якостей)
- Ямантака ("руйнівник смерті")[4]

Також, Калачакра (діяльність, активність), хоч і не вказано в джерелі, як ще один херукі, проте, є елементом цілісної картини херуків.